# Migdal Oz
Migdal Oz (hebrejsky מִגְדַּל עֹז nebo מגדל עוז doslova "Věž síly", podle biblického citátu z Knihy žalmů 61,4 - "ty jsi moje útočiště a pevná věž proti nepříteli", v oficiálním přepisu do angličtiny Migdal Oz) je izraelská osada a kibuc na Západním břehu Jordánu v distriktu Judea a Samaří a v Oblastní radě Guš Ecion.

## Geografie
Nachází se v nadmořské výšce 940 metrů v severní části Judska a v centrální části Judských hor. Migdal Oz leží cca 9 kilometrů jihozápadně od města Betlém, cca 17 kilometrů jihozápadně od historického jádra Jeruzalému a cca 60 kilometrů jihovýchodně od centra Tel Avivu. Migdal Oz je na dopravní síť Západního břehu Jordánu napojen pomocí dálnice číslo 60 - hlavní severojižní tepny Judska, která vede obloukem severozápadně od vesnice.
Leží v jihovýchodním výběžku územně kompaktního bloku izraelských sídel zvaného Guš Ecion, který je tvořen hustou sítí izraelských vesnic a měst. Na severu leží velké izraelské sídlo městského charakteru Efrat. Uvnitř bloku se ale nacházejí i některé palestinské sídelní enklávy a jeho okraj je lemován pásem palestinských sídel. Neblíže k Migdal Oz jsou to vesnice Umm Salamuna, město Bajt Fadža a uprchlický tábor al-Arub.

## Dějiny
Migdal Oz byl založen roku 1977. Leží v oblasti historického bloku Guš Ecion, který má tradici moderního židovského osídlení ještě z doby před vznikem současného státu Izrael. Samotná osada v této lokalitě ale vznikla až po dobytí Západního břehu Jordánu izraelskou armádou, tedy po roce 1967.
27. června 1976 souhlasila izraelská vláda se záměrem zřidit v Guš Ecion novou osadu nazývanou pracovně Ecion Dalet (Etzion Dalet). K faktickému osídlení zde pak došlo v roce 1977. První obyvatelé sem přišli v srpnu 1977. Šlo o dvě skupiny mládeže, které se rozhodly po ukončení základní služby v izraelské armádě založit novou vesnici. Slavnostní založení osady se pak konalo v září 1977. Původně se měla vesnice jmenovat Migdal Eder, podle starší židovské osady, která v této oblasti stála ve 20. letech 20. století (viz článek Kfar Ecion). Ale vládní výbor pro pojmenování (Name Committee) toto pojmenování nedoporučil, protože odkazovalo i na stejnojmennou biblickou lokalitu, jejíž umístění v tomto regionu ale nebylo potvrzeno. Proto nakonec zvoleno jméno Migdal Oz.
Osada funguje jako kibuc a zemědělství je nadále součástí místní ekonomiky (velkochov kuřat, kravín, pěstování ovoce). Dále zde existuje několik průmyslových firem. Ve vesnici funguje obchod se smíšeným zbožím a předškolní zařízení pro děti. Vyšší stupně vzdělání jsou k dispozici v okolních izraelských obcích.
Počátkem 21. století byl Migdal Oz stejně jako téměř celá oblast Guš Ecion zahrnut do bezpečnostní bariéry, která má okolo Migdal Oz probíhat obloukem na jihu a východě. Podle stavu k roku 2008 sice tato bariéra ještě nebyla v tomto úseku postavena, ale její trasa již je definitivně stanovena.

## Demografie
Obyvatelstvo Migdal Oz je v databázi rady Ješa popisováno jako nábožensky založené. Podle údajů z roku 2014 tvořili naprostou většinu obyvatel Židé (včetně statistické kategorie "ostatní", která zahrnuje nearabské obyvatele židovského původu ale bez formální příslušnosti k židovskému náboženství).
Jde o menší obec vesnického typu s dlouhodobě rostoucí populací. K 31. prosinci 2014 zde žilo 447 lidí. Během roku 2014 populace klesla o 11,5 %.
| Rok            | 1993 | 1994 | 1995 | 1996 | 1997 | 1998 | 1999 | 2000 | 2001 | 2002 | 2003 | 2004 | 2005 | 2006 | 2007 | 2008 | 2009 | 2010 | 2011 | 2012 | 2013 | 2014 |
| -------------- | ---- | ---- | ---- | ---- | ---- | ---- | ---- | ---- | ---- | ---- | ---- | ---- | ---- | ---- | ---- | ---- | ---- | ---- | ---- | ---- | ---- | ---- |
| Počet obyvatel | 208  | 221  | 269  | 266  | 281  | 290  | 280  | 289  | 282  | 268  | 298  | 313  | 334  | 345  | 332  | 347  | 436  | 412  | 438  | 512  | 505  | 447  |